# AHDB Potatoes
Le AHDB Potatoes (Agriculture and Horticulture Development Board Potatoes, anciennement Potato Council) est au Royaume-Uni un organisme public non-gouvernemental (non-departmental public body), dont la mission est de développer et promouvoir le secteur d'activité de la pomme de terre.

## Histoire
Il était connu sous le nom de British Potato Council (BPC) jusqu'en avril 2008, date à laquelle il fut repris par l'Agriculture and Horticulture Development Board. Le BPC a remplacé le Potato Marketing Board.

## Fonctions
Ses principales fonctions sont de :
- promouvoir les pommes de terre auprès des consommateurs nationaux et étrangers ;
- encourager et financer la recherche en vue d'améliorer l'efficacité de la production des pommes de terre et de leur commercialisation ;
- fournir des conseils au gouvernement et aux autres organisations agricoles ;
- produire l'information statistique sur le secteur de la pomme de terre au Royaume-Uni.

Il édite une publication hebdomadaire, le Potato Weekly, qui publie principalement de mercuriales des prix de pommes de terre à la tonne.

## Structure
Le Potato Council, qui a 56 employés, est financé exclusivement par une taxe obligatoire sur les producteurs de pommes de terre, et ne reçoit aucune subvention gouvernementale.
Son siège se trouve à Cowley dans l'Oxfordshire. Il existe un bureau écossais à Newbridge dans le Midlothian et une station expérimentale (SBEU) à Sutton Bridge dans le Lincolnshire.
Les droits prélevés sur les producteurs élèvent à environ 40 £ par tonne, et ceux prélevés sur les acheteurs à environ 17 £ par tonne.

### Station agricole expérimentale
La station expérimentale est située entre la centrale thermique de Sutton Bridge et la route A17, en bordure de la Nene. C'est le principal centre de recherches sur la pomme de terre au Royaume-Uni.

## Campagnes
Le Potato Council mène diverses campagnes de communication tout au long de l'année, parmi lesquelles :
- la National Chip Week (semaine nationale des frites), campagne destinée à améliorer la connaissance et la notoriété des frites et des marchands de frites. Elle se déroule dans la seconde semaine de février.
- la campagne Love Potatoes (aimer les pommes de terre), destinée à encourager les Britanniques à consommer davantage de pommes de terre, notamment en mettant en exergue l'intérêt pour la santé d'en consommer également la peau.